# Enumeratio Plantarum Javae
Enumeratio Plantarum Javae (abreviado Enum. Pl. Javae) fue un libro ilustrado con descripciones botánicas que fue editado por el naturalista, botánico alemán-holandés Carl Ludwig Blume. Se publicó en dos fascículos en los años 1827-1828.